# Regne de Gumma
El regne de Gumma fou un dels regnes de la regió de Gibe a Etiòpia que va emergir al segle xviii. La seva frontera oriental era formada per la corba del riu Didessa, que el separava (continuant en direcció des riu avall cap a riu amunt) de Limmu-Ennarea al nord-est, i de Gomma i Gera al sud. Més enllà de la seva frontera del nord hi havia diverses tribus d'oromos (del grup dels Macha Oromo), i a l'oest tenia als Sidamo occidentals. El seu territori es correspon aproximadament amb els moderns districtes (woreda) de Gechi i Didessa.
Aquest antic regne estava situat principalment en una plana amb una elevació mitjana de 6500 peus, i tenia una població aproximada el 1880 d'uns 50.000 habitants que tenien una gran reputació com guerrers. Beckingham i Huntingford consideren Gumma, junt amb Gomma, com un dels menys econòmicament desenvolupats regnes de la regió de Gibe; tanmateix Mohamed Hassen es fixa que, amb l'excepció dels límits del nord i oest on era atacat de manera constant pels seus veïns, els arjo oromo (al nord) i els nonno oromo (a l'oest), forçava els habitants d'aquestes zones a adoptar l'economia pastoralista, a la resta la terra es cultivava intensivament i es feien les mateixes collites que als altres regnes de Gibe (sorgo, blat, ordi i cotó entre les més destacades) amb l'excepció del cafè.

## Història
Els reis de Gumma situaven el seu origen en un home anomenat Adam. Al voltant de 1770, va venir a viure a l'àrea, i es diu que va ajudar a la deposició de l'últim rei de la dinastia prèvia, Sarborada. L'historiador Mohammed Hassen, parlant d'aquesta tradició, suggereix que "fou inventada per islamitzar al fundador original de la dinastia.".
El rei Jawe es convertia a l'islam per comerciants procedents de Shewa i Begemder, i seguidament va imposar la seva fe religiosa als seus súbdits.
El 1882, el rei Abba Jubir de Gumma convencia els reis d'Ennerea (Innarya), Gomma i Jimma per formar un confederació coneguda com la "Lliga Musulmana", per contrarestar l'amenaça dels Macha Oromo, que al seu torn van formar la seva pròpia aliança, la "Lliga dels Quatre Oromo". Al principi la LLiga Musulmana va tenir poc èxit en contra d'aquesta amenaça, perquè els altres membres no donaven suport a Abba Jubir contra els Macha, fins que el seu germà gran Abba Digir fou fet presoner. En aquest punt la gent d'Innarya marxaren en el seu ajut, però ni tan sols amb aquest suport Abba Jubir va tenir cap èxit destacat i fou forçat a negociar un armistici amb els Macha per l'alliberament sa i estalvi del seu germà. Abba Jubir llavors va marxar a la guerra contra Jimma, i va saquejar la seva capital, malgrat que Gomma i Limmu-Ennerea van anar en ajut de Jimma.
Malgrat el fracàs de la Lliga Musulmana, Gumma romania un baluard de l'islam, i donava asil a homes exiliats d'altres regne de la regió de Gibe. El país fou conquerit per l'emperador Menelik II el 1885, però el regne romania un "planter de rebel·lió i fanatisme musulmà en contra de l'administració colonial estrangera". Firisa, fill de l'últim rei, havia trobat refugi al Sudan després de la conquesta, i retornava el 1899 per declarar la gihad contra els conqueridors. Firisa fou capturat finalment el 1902, i fou portat a Jimma on fou executat poc després.

## Governants[8]
| Període               | Sobirà           | Notes                                                        |
| --------------------- | ---------------- | ------------------------------------------------------------ |
| títol moti            |                  |                                                              |
| final del segle XVIII | Adam             | Fundador del regne (o de la dinastia)                        |
| vers 1795             | Jilcha, Moti     |                                                              |
| c.1810                | Oncho, Moti      |                                                              |
| vers 1840 - 1854      | Jawe, Moti       |                                                              |
| 1854 - juny de 1879   | Abba Dula, Moti  |                                                              |
| Juny 1879 - vers 1890 | Abba Jubir, Moti |                                                              |
| vers 1890 - 1899      | Abba Fogi, Moti  | Regne conquerit per orde de Menelik II per Ras Tessema Nadew |
| 1899 - 1902           | Firisa, Moti     | En rebel·lió contra Menelik II                               |